# Nathan S. Kline
Nathan S. Kline, (1916-1982) là nhà khoa học người Mỹ duy nhất đã 2 lần đoạt giải nghiên cứu Y học lâm sàng Lasker-DeBakey, một giải thưởng đôi khi được coi như "giải Nobel của Mỹ".

## Sự nghiệp
Kline nổi tiếng về công trình tiên phong nghiên cúu thuốc trị bệnh tâm thần. Năm 1952, ông khởi sự một đơn vị nghiên cứu tại Rockland State Hospital, New York (sau trở thành Rockland State Institute). Vào thời điểm này, số bệnh nhân (tâm thần) nội trú trong các bệnh viện công lên tới gần nửa triệu người. Các liệu pháp truyền thống dường như không thích đáng để chưa trị số bệnh nhân tâm thần ngày càng tăng.
Kline và các đồng nghiệp đã đi một bước bất thường trong nghên cứu reserpine, một chất dẫn xuất từ serpentine của cây ba gạc (Rauwolfia). Cây ba gạc thường được dùng để chữa trị nhiều chứng đau thể xác ở Ấn Độ, còn reserpine của nó được dùng để chữa chứng cao huyết áp ở Hoa Kỳ. Trong 2 năm, các thử nghiệm chữa trị cho các bệnh nhân bị chứng tâm thần phân lập (schizophrenia) nằm viện cho kết quả là gần 70% đã có triệu chứng giảm bớt đáng kể.
Nhiều kỹ thuật phòng thí nghiệm được triển khai để xác định liều lượng chữa trị của thuốc thường được sử dụng, các liều lượng an toàn nhưng công hiệu ở Viện nghiên cứu Rockland.
Kline tin rằng các máy tính có thể được dùng để nghiên cứu dịch tễ học ở phạm vi rộng lớn và tổ chức hợp lý hóa việc quản lý các cơ sở y tế phức hợp. Năm 1968 ông trông nom việc lắp đặt một trung tâm máy tính chính tại Rockland, do chính phủ liên bang tài trợ. Ông lãnh đạo việc phát triển nhiều hệ thống y học vi tính hóa, dẫn tới sự cải thiện trong chăm sóc bệnh nhân.